# Jural del Pueblo de Kalmukia
El Jural (Parlamento) del Pueblo de Kalmukia (en ruso: Народный Хурал (Парламент) Республики Калмыкия) es el órgano legislativo de la República de Kalmukia, una de las 22 repúblicas de Rusia.
Este parlamento regional es unicameral y ostenta la máxima representación de la autoridad legislativa de Ingusetia. Las bases legales de su poder están recogidos en la Ley Fundamental (o Constitución) de la República de Kalmukia promulgada el 5 de abril de 1994. La Ley Fundamental es conocida localmente como Código de la Estepa.

## Elección
El Jural del Pueblo se compone de 27 diputados de la República de Kalmukia. El Jural de Kalmukia es uno de los 5 parlamentos de las repúblicas rusas cuyo sistema electoral es puramente de representación proporcional por listas, a diferencia de la mayoría de sistemas de los parlamentos de los sujetos federales rusos que cuentan con un sistema mixto donde la mitad de escaños se escogen por representación proporcional y la otra mitad por voto directo.
Los diputados son elegidos para los períodos legislativos completos, lo que en Kalmukia suponen 5 años. Cualquier ciudadano de la república mayor de 21 años y que no se le haya negado el derecho a voto puede presentarse para diputado.

## Funciones
La tarea principal de la estructura parlamentaria de Kalmukia es la creación de la base legislativa de la República, y el control e implantación sobre sus estructuras gubernamentales.

## Funcionamiento
El trabajo del Jural del Pueblo está encabezado por el presidente y sus adjuntos. El presidente desde 2008 es Anatoli Kozachko.
El trabajo de los diputados de la Asamblea se lleva a cabo en el marco de comités y comisiones. En la V Legislatura hay 4 comités y 2 comisiones:
Comités
- Comité de Legislación, Legalidad, Gobierno Estatal y Local.
- Comité de Presupuesto, Política Económica, Emprendimiento y Propiedad.
- Comité de Asuntos Agrarios y Gestión de la Naturaleza.
- Comité de Credenciales.

Comisiones
- Comisión de Educación, Salud, Cultura y Protección Social.
- Comisión de Juventud y Deportes.

Estos comités y comisiones trabajan de manera continua (todas las semanas) en las oficinas del Jural del Pueblo, frente a uno de los numerosos templos budistas de Elista.

### V Legislatura (2013-2018)
| Facciones políticas en la Asamblea Estatal de Kalmukia |                 |       |         |
| Facción/Partido                                        | Facción/Partido | Líder | Escaños |
| Rusia Unida                                            |                 |       | 17      |
| Partido Comunista de la Federación Rusa                |                 |       | 4       |
| Plataforma Cívica                                      |                 |       | 3       |
| Patriotas de Rusia                                     |                 |       | 2       |